# Rhinecanthus lunula
Rhinecanthus lunula là một loài cá biển thuộc chi Rhinecanthus trong họ Cá bò da. Loài này được mô tả lần đầu tiên vào năm 1983.

## Từ nguyên
Danh từ định danh lunula trong tiếng Latinh có nghĩa là "hình bán nguyệt", hàm ý đề cập đến vệt hình lưỡi liềm trên vây đuôi của loài này.

## Phạm vi phân bố và môi trường sống
R. lunula có phân bố tương đối hẹp ở Nam Thái Bình Dương, từ ngoài khơi bờ đông Úc (gồm cả rạn san hô Great Barrier) trải dài đến quần đảo Pitcairn ở phía đông.
R. lunula ít khi được nhìn thấy, thường sống ở độ sâu khoảng 10–30 m trên các rạn san hô.

## Mô tả
Chiều dài cơ thể lớn nhất được ghi nhận ở R. lunula là 28 cm. Lưng màu vàng xám, trắng hơn ở thân dưới. Một đốm đen quanh hậu môn. Có 4 sọc xanh lơ nối giữa hai mắt, xen kẽ là các sọc đen. Dưới mắt có 3 sọc xanh kéo dài xuống gốc vây ngực, cũng có 2 dải đen xen kẽ bên trong. Gốc vây ngực có đốm đen. Một sọc vàng ở môi trên, và một sọc vàng dài hơn ở ngang má, đứt đoạn ở gốc vây ngực kéo dài ngang lườn. Cuống đuôi có vạch đen viền trắng xanh. Thân sau có sọc vòng cung tròn màu đen viền trắng xanh. Vây đuôi cá trưởng thành có vệt lưỡi liềm đen, ngay sau vùng vàng; cá con không có đặc điểm này. Vây lưng trước có màu đen. Cuống đuôi có 3 hàng gai nhỏ.
Số gai ở vây lưng: 3; Số tia vây ở vây lưng: 25–26; Số gai ở vây hậu môn: 0; Số tia vây ở vây hậu môn: 22–24; Số tia vây ở vây ngực: 13–14.

## Sinh thái học
Thức ăn chủ yếu của R. lunula là các loài thủy sinh không xương sống tầng đáy và cá nhỏ, cũng bao gồm tảo và vụn hữu cơ.